# Lasioglossum absurdiceps
Lasioglossum absurdiceps is een vliesvleugelig insect uit de familie Halictidae. De wetenschappelijke naam van de soort is voor het eerst geldig gepubliceerd in 1962 door Timberlake.